# Stadi della nazionale di calcio dell'Italia
Gli stadi della nazionale di calcio dell'Italia sono gli impianti sportivi italiani che hanno ospitato nella loro storia almeno un incontro ufficiale della selezione maggiore maschile di calcio della Federazione Italiana Giuoco Calcio. Gli elenchi tengono conto sia delle gare disputate con l'Italia quale squadra ospitante che quelle, in occasione di tornei ufficiali, in cui il campo sia formalmente neutro.

## Lista delle città
Quella che segue è la lista delle città italiane che hanno ospitato almeno un incontro ufficiale della nazionale di calcio dell'Italia. Sono 42 città, delle quali 41 capoluogo di provincia, dislocate in diciassette delle venti regioni italiane (solo il Trentino-Alto Adige, la Basilicata e la Valle d'Aosta non hanno mai ospitato la nazionale A). La regione con più città è l'Emilia-Romagna (sei), seguita dalla Toscana (cinque), e dalla Lombardia e la Puglia (con quattro ciascuna). Statisticamente, le estremità geografiche sono costituite da Udine (nord), Catania (sud), Torino (ovest) e Lecce (est).
Dati aggiornati al 9 giugno 2025, dopo l'incontro Italia-Moldavia.
| Città            | In | V  | P  | S | RF  | RS | DR  |
| ---------------- | -- | -- | -- | - | --- | -- | --- |
| Roma             | 65 | 39 | 19 | 7 | 122 | 52 | +70 |
| Milano           | 63 | 39 | 19 | 5 | 145 | 62 | +83 |
| Torino           | 40 | 26 | 9  | 5 | 83  | 40 | +43 |
| Firenze          | 30 | 22 | 8  | 0 | 74  | 20 | +54 |
| Genova           | 28 | 16 | 9  | 3 | 57  | 22 | +35 |
| Napoli           | 26 | 13 | 8  | 5 | 41  | 22 | +19 |
| Bologna          | 24 | 16 | 5  | 3 | 64  | 21 | +43 |
| Palermo          | 16 | 13 | 1  | 2 | 35  | 9  | +26 |
| Bari             | 12 | 10 | 1  | 1 | 28  | 9  | +19 |
| Udine            | 10 | 8  | 2  | 0 | 21  | 3  | +18 |
| Parma            | 8  | 7  | 0  | 1 | 22  | 8  | +14 |
| Pescara          | 6  | 4  | 2  | 0 | 11  | 3  | +8  |
| Cagliari         | 6  | 3  | 2  | 1 | 16  | 4  | +12 |
| Reggio Emilia    | 5  | 5  | 0  | 0 | 14  | 0  | +14 |
| Perugia          | 5  | 4  | 1  | 0 | 8   | 2  | +6  |
| Cesena           | 4  | 4  | 0  | 0 | 11  | 1  | +10 |
| Pisa             | 4  | 3  | 1  | 0 | 5   | 0  | +5  |
| Trieste          | 4  | 3  | 0  | 1 | 9   | 1  | +8  |
| Lecce            | 4  | 2  | 0  | 2 | 6   | 7  | -1  |
| Modena           | 3  | 3  | 0  | 0 | 8   | 1  | +7  |
| Salerno          | 3  | 2  | 1  | 0 | 9   | 4  | +5  |
| Ancona           | 3  | 2  | 1  | 0 | 4   | 1  | +3  |
| Bergamo          | 3  | 1  | 2  | 0 | 7   | 2  | +5  |
| Verona           | 3  | 1  | 2  | 0 | 4   | 2  | +2  |
| Reggio Calabria  | 2  | 2  | 0  | 0 | 6   | 0  | +6  |
| Catania          | 2  | 2  | 0  | 0 | 4   | 0  | +4  |
| Terni            | 2  | 1  | 1  | 0 | 3   | 0  | +3  |
| Padova           | 2  | 1  | 1  | 0 | 2   | 1  | +1  |
| Cosenza          | 1  | 1  | 0  | 0 | 5   | 0  | +5  |
| Taranto          | 1  | 1  | 0  | 0 | 4   | 0  | +4  |
| Ascoli Piceno    | 1  | 1  | 0  | 0 | 2   | 0  | +2  |
| Campobasso       | 1  | 1  | 0  | 0 | 2   | 0  | +2  |
| Foggia           | 1  | 1  | 0  | 0 | 2   | 0  | +2  |
| Siena            | 1  | 1  | 0  | 0 | 2   | 0  | +2  |
| Empoli (Firenze) | 1  | 1  | 0  | 0 | 1   | 0  | +1  |
| Messina          | 1  | 1  | 0  | 0 | 1   | 0  | +1  |
| Piacenza         | 1  | 1  | 0  | 0 | 1   | 0  | +1  |
| Vicenza          | 1  | 1  | 0  | 0 | 1   | 0  | +1  |
| Cremona          | 1  | 0  | 1  | 0 | 2   | 2  | 0   |
| Avellino         | 1  | 0  | 0  | 1 | 1   | 2  | -1  |
| Brescia          | 1  | 0  | 0  | 1 | 0   | 1  | -1  |
| Livorno          | 1  | 0  | 0  | 1 | 0   | 2  | -2  |

## Lista degli stadi
Quella che segue è invece la lista degli stadi italiani che hanno ospitato almeno un incontro ufficiale della nazionale di calcio dell'Italia. In corsivo e sfondo colorato sono indicati gli impianti non più esistenti. 
Torino è la città che ha avuto più stadi ad aver ospitato un incontro della nazionale di calcio (sette impianti); inoltre, il capoluogo piemontese è anche l'unico ad avere attualmente due stadi disponibili per ospitare gli Azzurri: infatti sia lo Stadio Olimpico Grande Torino, di proprietà comunale e sede degli incontri del Torino, sia lo Juventus Stadium, di proprietà della Juventus, hanno ospitato negli ultimi anni incontri ufficiali della nazionale italiana.
Dati aggiornati al 9 giugno 2025, dopo l'incontro Italia-Moldavia.
| Immagine | Stadio                                  | Città            | In | V  | P  | S | RF  | RS | Proprietà impianto                |
| -------- | --------------------------------------- | ---------------- | -- | -- | -- | - | --- | -- | --------------------------------- |
|          | Stadio Olimpico                         | Roma             | 54 | 32 | 15 | 7 | 91  | 36 | Sport e Salute S.p.A.             |
|          | Stadio Giuseppe Meazza                  | Milano           | 49 | 33 | 13 | 3 | 108 | 38 | Comune di Milano                  |
|          | Stadio Artemio Franchi                  | Firenze          | 30 | 22 | 8  | 0 | 74  | 20 | Comune di Firenze                 |
|          | Stadio Luigi Ferraris                   | Genova           | 28 | 16 | 9  | 3 | 57  | 22 | Comune di Genova                  |
|          | Stadio Diego Armando Maradona           | Napoli           | 24 | 11 | 8  | 5 | 37  | 22 | Comune di Napoli                  |
|          | Stadio Renato Dall'Ara                  | Bologna          | 23 | 16 | 4  | 3 | 62  | 19 | Comune di Bologna                 |
|          | Stadio Olimpico Grande Torino           | Torino           | 21 | 13 | 5  | 3 | 42  | 22 | Comune di Torino                  |
|          | Stadio Renzo Barbera                    | Palermo          | 16 | 13 | 1  | 2 | 35  | 9  | Comune di Palermo                 |
|          | Stadio Nazionale                        | Roma             | 11 | 7  | 4  | 0 | 31  | 16 | Comune di Roma                    |
|          | Stadio Friuli                           | Udine            | 10 | 8  | 2  | 0 | 21  | 3  | Udinese Calcio S.p.A.             |
|          | Stadio Ennio Tardini                    | Parma            | 8  | 7  | 0  | 1 | 22  | 8  | Comune di Parma                   |
|          | Stadio San Nicola                       | Bari             | 8  | 6  | 1  | 1 | 17  | 7  | Comune di Bari                    |
|          | Stadio Adriatico-Giovanni Cornacchia    | Pescara          | 6  | 4  | 2  | 0 | 11  | 3  | Comune di Pescara                 |
|          | Juventus Stadium                        | Torino           | 6  | 3  | 3  | 0 | 9   | 6  | Juventus Football Club S.p.A.     |
|          | Campo di viale Lombardia                | Milano           | 6  | 3  | 2  | 1 | 12  | 8  | Associazione Calcio Milan         |
|          | Arena Civica Gianni Brera               | Milano           | 6  | 2  | 3  | 1 | 13  | 9  | Comune di Milano                  |
|          | Stadio Renato Curi                      | Perugia          | 5  | 4  | 1  | 0 | 8   | 2  | Comune di Perugia                 |
|          | Mapei Stadium - Città del Tricolore     | Reggio Emilia    | 5  | 5  | 0  | 0 | 14  | 0  | Mapei S.p.A.                      |
|          | Orogel Stadium-Dino Manuzzi             | Cesena           | 4  | 4  | 0  | 0 | 11  | 1  | Comune di Cesena                  |
|          | Stadio della Vittoria                   | Bari             | 4  | 4  | 0  | 0 | 11  | 2  | Comune di Bari                    |
|          | Stadio Arena Garibaldi-Romeo Anconetani | Pisa             | 4  | 3  | 1  | 0 | 5   | 0  | Comune di Pisa                    |
|          | Stadio Nereo Rocco                      | Trieste          | 4  | 3  | 0  | 1 | 9   | 1  | Comune di Trieste                 |
|          | Stadio Filadelfia                       | Torino           | 4  | 2  | 0  | 2 | 10  | 9  | Associazione Calcio Torino        |
|          | Stadio Via del mare                     | Lecce            | 4  | 2  | 0  | 2 | 6   | 7  | Comune di Lecce                   |
|          | Stadio Sant'Elia                        | Cagliari         | 4  | 1  | 2  | 1 | 5   | 4  | Comune di Cagliari                |
|          | Stadio Alberto Braglia                  | Modena           | 3  | 3  | 0  | 0 | 8   | 1  | Comune di Modena                  |
|          | Stadium                                 | Torino           | 3  | 3  | 0  | 0 | 6   | 1  | Società Anonima Esercizio Stadium |
|          | Stadio Arechi                           | Salerno          | 3  | 2  | 1  | 0 | 9   | 4  | Comune di Salerno                 |
|          | Stadio Del Conero                       | Ancona           | 3  | 2  | 1  | 0 | 4   | 1  | Comune di Ancona                  |
|          | Gewiss Stadium                          | Bergamo          | 3  | 1  | 2  | 0 | 7   | 2  | Atalanta Bergamasca Calcio S.r.l. |
|          | Stadio Marcantonio Bentegodi            | Verona           | 3  | 1  | 2  | 0 | 4   | 2  | Comune di Verona                  |
|          | Campo Juventus                          | Torino           | 2  | 2  | 0  | 0 | 10  | 0  | Foot-Ball Club Juventus           |
|          | Stadio Oreste Granillo                  | Reggio Calabria  | 2  | 2  | 0  | 0 | 6   | 0  | Comune di Reggio Calabria         |
|          | Stadio Angelo Massimino                 | Catania          | 2  | 2  | 0  | 0 | 4   | 0  | Comune di Catania                 |
|          | Stadio Partenopeo                       | Napoli           | 2  | 2  | 0  | 0 | 4   | 0  | Comune di Napoli                  |
|          | Stadio delle Alpi                       | Torino           | 2  | 2  | 0  | 0 | 2   | 0  | Comune di Torino                  |
|          | Velodromo Sempione                      | Milano           | 2  | 1  | 1  | 0 | 12  | 7  | Comune di Milano                  |
|          | Stadio Libero Liberati                  | Terni            | 2  | 1  | 1  | 0 | 3   | 0  | Comune di Terni                   |
|          | Motovelodromo Fausto Coppi              | Torino           | 2  | 1  | 1  | 0 | 4   | 2  | Comune di Torino                  |
|          | Sardegna Arena                          | Cagliari         | 1  | 1  | 0  | 0 | 7   | 0  | Comune di Cagliari                |
|          | Stadio San Vito-Gigi Marulla            | Cosenza          | 1  | 1  | 0  | 0 | 5   | 0  | Comune di Cosenza                 |
|          | Stadio Erasmo Iacovone                  | Taranto          | 1  | 1  | 0  | 0 | 4   | 0  | Comune di Taranto                 |
|          | Stadio Amsicora                         | Cagliari         | 1  | 1  | 0  | 0 | 4   | 0  | Società Ginnastica Amsicora       |
|          | Stadio Cino e Lillo Del Duca            | Ascoli Piceno    | 1  | 1  | 0  | 0 | 2   | 0  | Comune di Ascoli Piceno           |
|          | Stadio Antonio Molinari                 | Campobasso       | 1  | 1  | 0  | 0 | 2   | 0  | Comune di Campobasso              |
|          | Stadio Pino Zaccheria                   | Foggia           | 1  | 1  | 0  | 0 | 2   | 0  | Comune di Foggia                  |
|          | Stadio Artemio Franchi                  | Siena            | 1  | 1  | 0  | 0 | 2   | 0  | Comune di Siena                   |
|          | Stadio Silvio Appiani                   | Padova           | 1  | 1  | 0  | 0 | 2   | 1  | Comune di Padova                  |
|          | Stadio Carlo Castellani                 | Empoli (Firenze) | 1  | 1  | 0  | 0 | 1   | 0  | Comune di Empoli                  |
|          | Stadio San Filippo-Franco Scoglio       | Messina          | 1  | 1  | 0  | 0 | 1   | 0  | Comune di Messina                 |
|          | Stadio Leonardo Garilli                 | Piacenza         | 1  | 1  | 0  | 0 | 1   | 0  | Comune di Piacenza                |
|          | Stadio Romeo Menti                      | Vicenza          | 1  | 1  | 0  | 0 | 1   | 0  | Comune di Vicenza                 |
|          | Motovelodromo                           | Bologna          | 1  | 0  | 1  | 0 | 2   | 2  | Comune di Bologna                 |
|          | Stadio Giovanni Zini                    | Cremona          | 1  | 0  | 1  | 0 | 2   | 2  | Unione Sportiva Cremonese S.p.A.  |
|          | Stadio Euganeo                          | Padova           | 1  | 0  | 1  | 0 | 0   | 0  | Comune di Padova                  |
|          | Stadio Partenio-Adriano Lombardi        | Avellino         | 1  | 0  | 0  | 1 | 1   | 2  | Comune di Avellino                |
|          | Stadio Mario Rigamonti                  | Brescia          | 1  | 0  | 0  | 1 | 0   | 1  | Comune di Brescia                 |
|          | Stadio Armando Picchi                   | Livorno          | 1  | 0  | 0  | 1 | 0   | 2  | Comune di Livorno                 |